# Игрушечные солдатики (фильм, 1991)
«Игрушечные солдатики» (англ. Toy Soldiers) — драматический боевик режиссёра Дэниэла Петри младшего, выпущенный в 1991 году и рассказывающий о борьбе учащихся элитарного колледжа с южноамериканскими террористами. Главную роль в картине исполнил Шон Эстин, а второстепенные роли — Уил Уитон, Кейт Кугэн и Эндрю Дивофф.

## Сюжет
Колумбийский террорист Луис Кали с группой сообщников нападает на здание суда в Боготе, чтобы предотвратить экстрадицию в США своего отца - руководителя наркокартеля Энрике Кали. Но того уже переправили в США и бандитам приходится улетать на вертолете со взятым в заложники судьёй, которого они выбрасывают за борт, улетев подальше. Не оставляя своих намерений преступники перебираются в США, где захватывают элитную школу-интернат, где учатся дети американской элиты. Один из учеников сын судьи, занимавшегося делом Энрике Кали, но на время процесса мальчика удалили из школы, о чем преступникам не было известно. Тем не менее Луис и его люди захватывают школу, минируют здание и берут учеников в заложники. Понимая, что сторожить всех заложников у него не хватит людей, Луис предупреждает, что если хоть один заложник сбежит, пятеро будут расстреляны. Каждый час в дневное время ведется подсчет заложников. Один из учителей, в прошлом военный, Паркер, находившийся в момент захвата школы вне её становится посредником на переговорах. Луис требует освободить своего отца в обмен на заложников. Один из мальчиков, Билли, хоть и считался в школе главным хулиганом, прекрасно понимает, что их не отпустят по любому, а потому со своими друзьями решает дать отпор террористам. Пока остальные отвлекают бандитов, ему удается покинуть школу и добравшись до ближайших силовиков передать им информацию о количестве бандитов и их расположении. Он едва успевает вернуться назад, когда Луис уже готов расстрелять пятерых заложников, не досчитавшись его. В это время отец другого мальчика, Джоуи, влиятельный криминальный авторитет, выходит на находящегося в американской тюрьме Энрике Кали и просит того повлиять на сына. По просьбе отца Луис разрешает Джоуи уйти, но тот презирает своего отца и не хочет свободы, пока его друзья в смертельной опасности. Он вступает в драку с одним из террористов и отнимает его оружие, после чего погибает от рук другого бандита. Луис, понимая, что происшествие усложнит ситуацию, пытается объяснить пришедшему за телом Паркеру, что произошла трагическая случайность и просит объяснить это властям. Тем не менее в тюрьме вспыхивает организованный отцом Джоуи бунт заключенных, во время которого Энрике Кали убивают. Поняв, что времени до того, как Луис узнает о случившемся, осталось мало, спецслужбы и примкнувший к ним Паркер решают провести штурм школы, используя полученную от Билли информацию, в самой же школе Билли и остальные, догадываясь о намерении властей, решают нанести удар по террористам. Начинается штурм, одновременно Билли и его друзья отвлекают на себя террористов, которые теряются и погибают от рук силовиков. Луис в отчаянии пытается взорвать заминированное здание, но Билли уже нашел детонатор и изменил его частоту. Нажав на кнопку, Луис лишь запускает игрушечный самолет на радиоуправлении. В ярости он пытается убить схваченного им Билли, но появившийся вовремя Паркер убивает Луиса, спасая подростка.

## В ролях
| Актёр                | Роль               |
| -------------------- | ------------------ |
| Шон Эстин            | Билли Теппер       |
| Уил Уитон            | Джозеф Тротта      |
| Кейт Кугэн           | Джонатан Брэдберри |
| Эндрю Дивофф         | Луис Кали          |
| Р. Ли Эрми           | Генерал Крамер     |
| Мэйсон Адамс         | Директор Браун     |
| Денхолм Эллиотт      | доктор Роберт Гулд |
| Луис Госсетт-младший | Эдвард Паркер      |